# Odontomantis brachyptera
Odontomantis brachyptera är en bönsyrseart som beskrevs av Zheng 1989. Odontomantis brachyptera ingår i släktet Odontomantis och familjen Hymenopodidae. Inga underarter finns listade i Catalogue of Life.